# Taubenturm (Guilvinec)

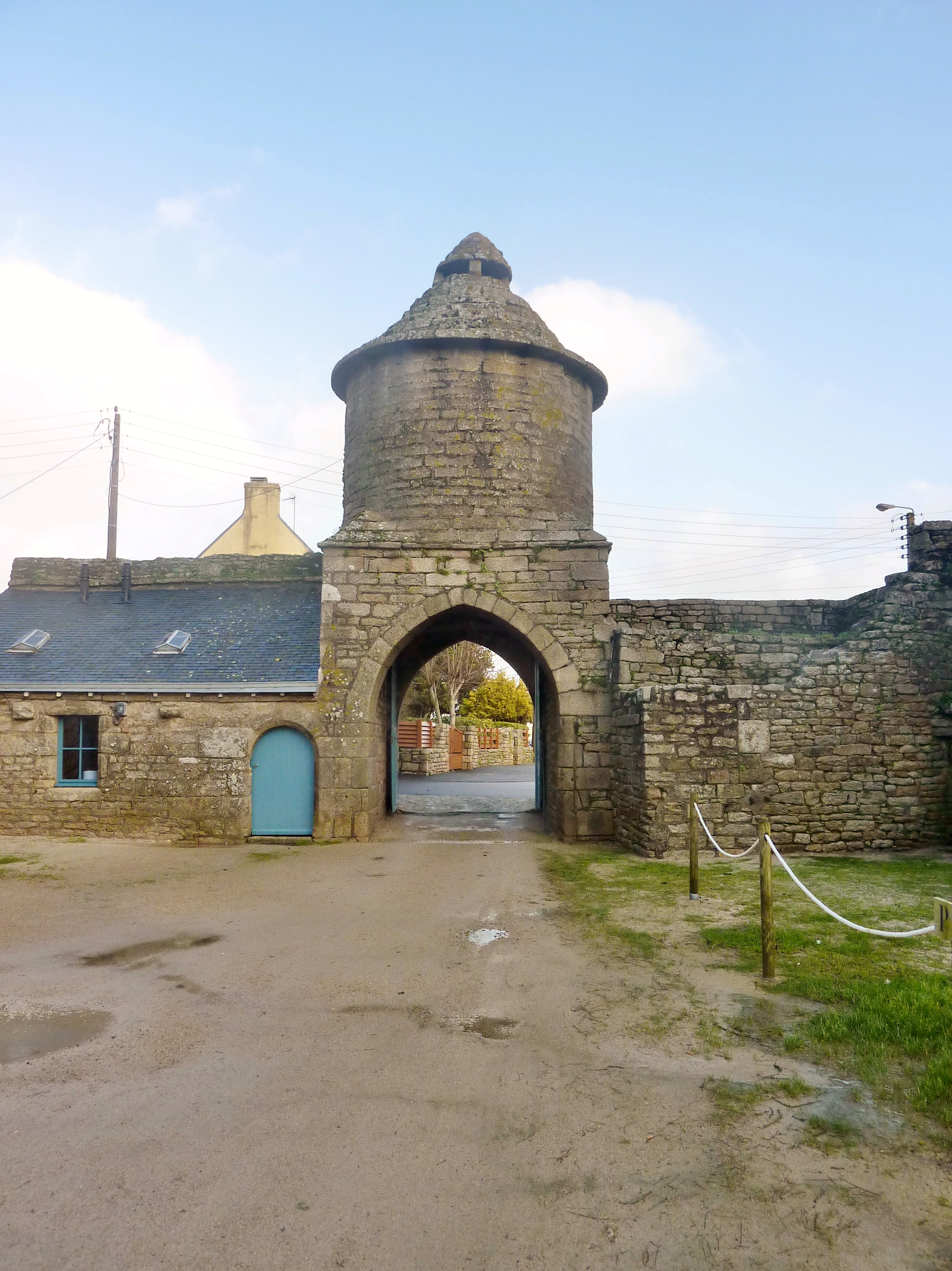
Taubenturm in Guilvinec

Der Taubenturm (französisch colombier oder pigeonnier) in Guilvinec, einer französischen Gemeinde im Département Finistère in der Region Bretagne, wurde im 16. Jahrhundert errichtet.
Der Taubenturm steht seit 1932 als Teil des Manoir de Kergoz (Herrenhaus) als Monument historique auf der Liste der Baudenkmäler in Frankreich.
Der runde Turm befindet sich über der rundbogigen Einfahrt zum befestigten Herrenhaus. Er besteht aus Haustein mit einem Steindach und wird von einer einfachen Laterne bekrönt. Er ist Teil der Befestigungsanlage und wird von weitem als ein Donjon wahrgenommen.